# Synagoge Worms

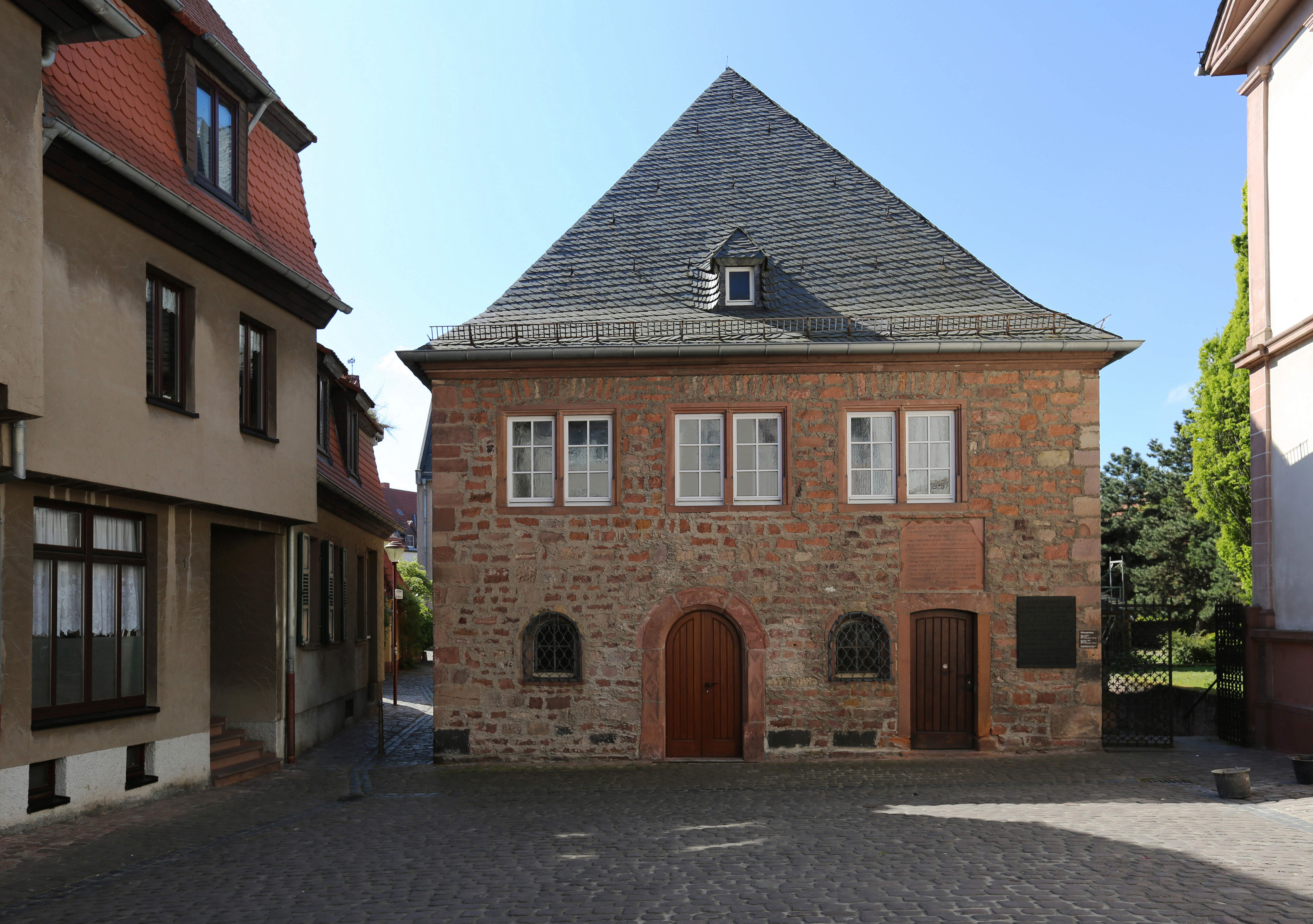
Synagoge Worms. Rechts angeschnitten das Haus zur Sonne, das ehemalige Gemeindehaus der jüdischen Gemeinde.

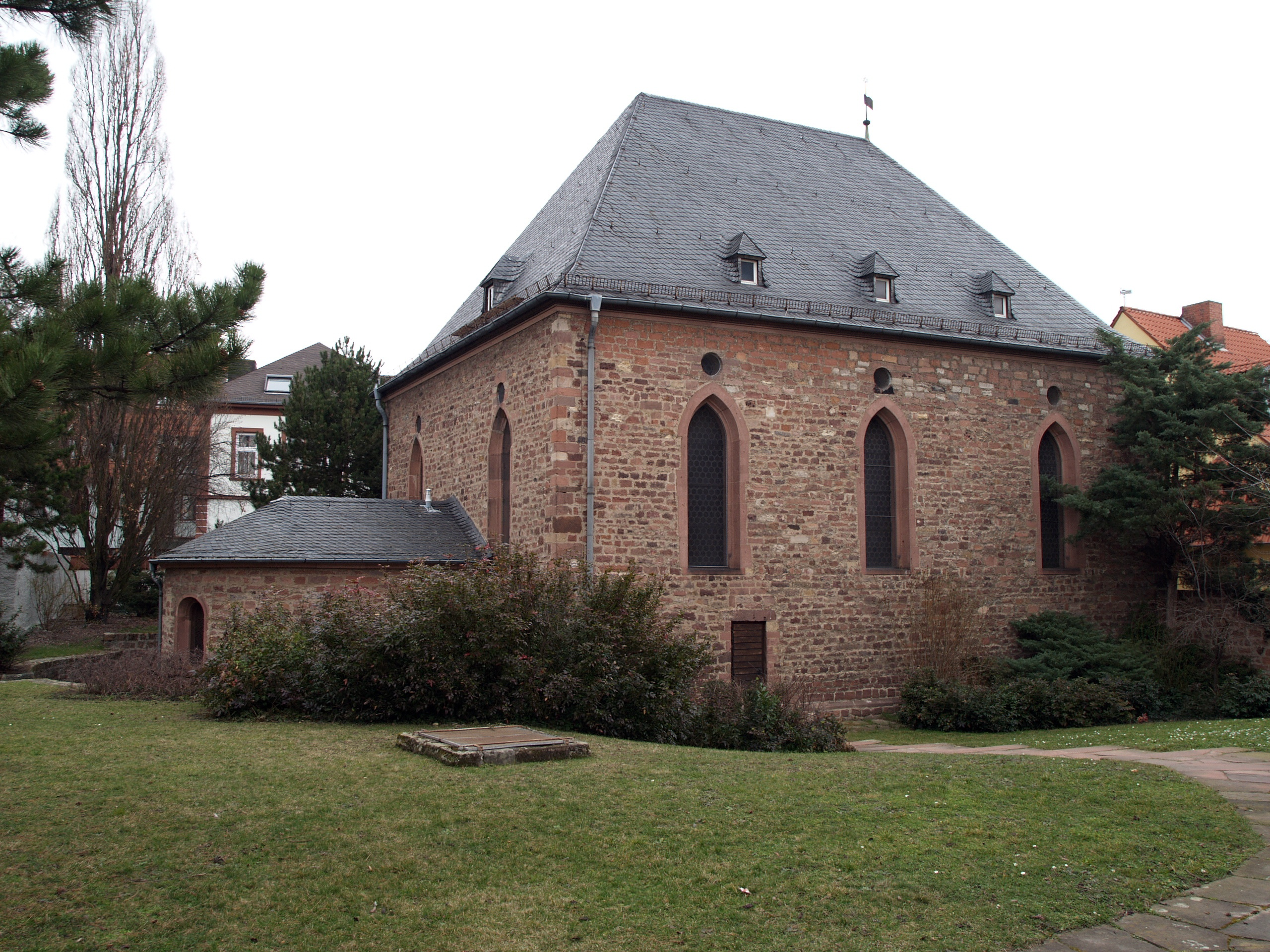
Synagoge Worms, Rückansicht.

Die Synagoge Worms gehört heute der Jüdischen Gemeinde Mainz. Sie geht auf das 1034 gestiftete Gebetshaus zurück und wurde seitdem mehrfach zerstört und neu aufgebaut. Sie stellt eine wichtige Sehenswürdigkeit der Stadt Worms dar, die meist in Verbindung mit dem alten jüdischen Friedhof Heiliger Sand besucht wird.
Seit 2021 sind die Synagoge und der Heilige Sand im Kontext der SchUM-Städte Teil des UNESCO-Welterbes.

## Lage
Die Synagoge wurde am Rande der Judengasse errichtet. Die Straße erweitert sich dort zum heutigen Synagogenplatz, von dem seitlich die Hintere Judengasse abzweigt. Die Synagoge war Mittelpunkt des jüdischen Viertels und das zentrale Bauwerk eines Ensembles jüdischer Kultbauten, das aus Männer- und Frauensynagoge, dem Talmud-Lehrhaus, der Mikwe und dem Synagogengarten besteht. Benachbart liegen das ehemalige Gemeindehaus der jüdischen Gemeinde, das Haus zur Sonne, und das Raschi-Haus, das auf den Kellern des ehemaligen Tanzhauses errichtet wurde.

## Geschichte

### Erste Synagoge

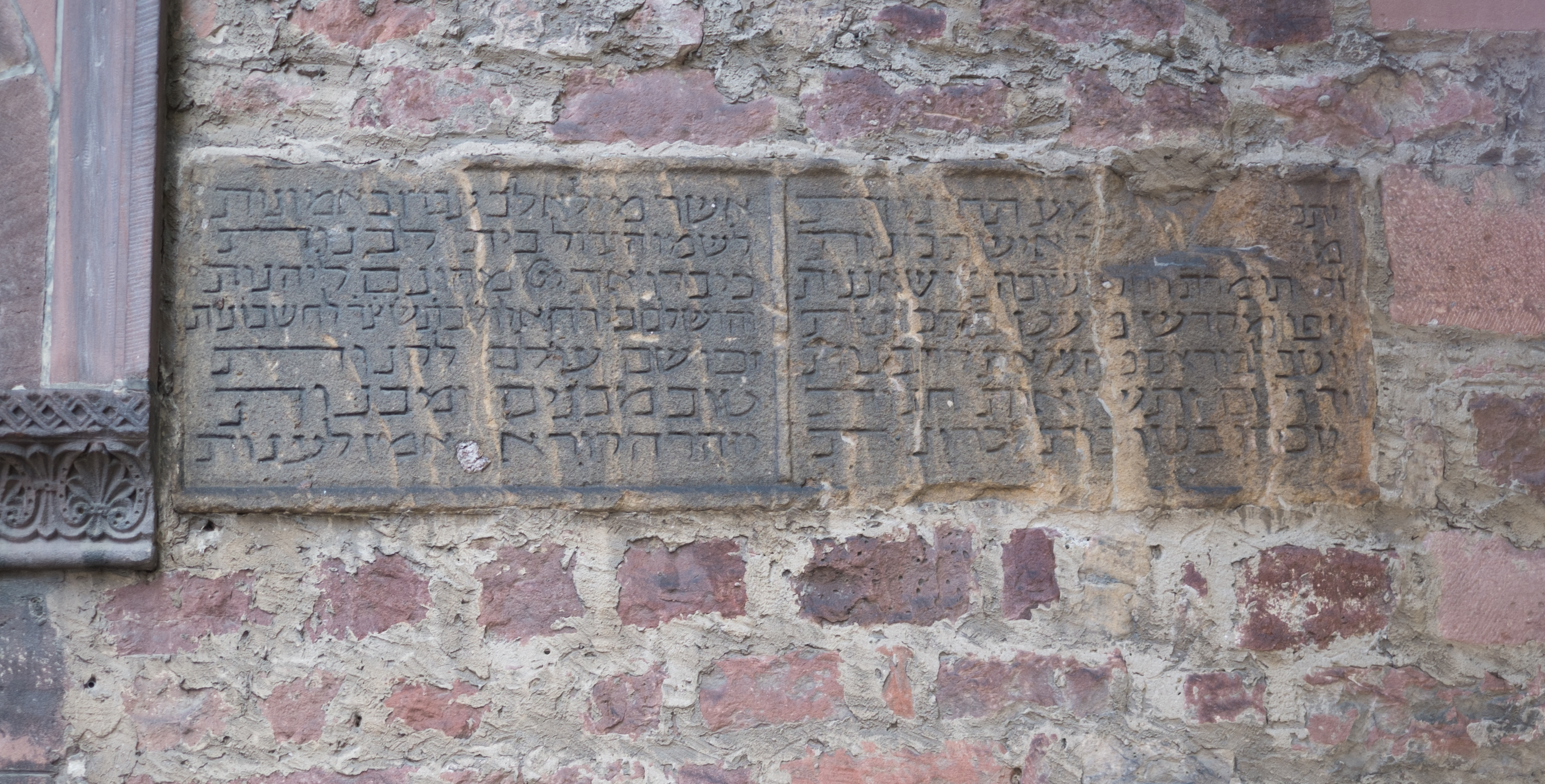
Stifterinschrift von 1034

Eine jüdische Gemeinde in Worms entstand wahrscheinlich im 10. Jahrhundert. Sie war eine der größten und angesehensten im Heiligen Römischen Reich und hatte bis zu 300 Mitglieder.
Die erste nachweisbare Synagoge in Worms wurde 1034 von Jakob ben David und seiner Frau Rahel finanziert, was in einer Stifterinschrift aus dem 12. Jahrhundert dokumentiert wurde, die heute neben dem Eingang zur Männersynagoge eingemauert ist. Dieses erste Synagogengebäude wurde während der Judenverfolgungen zur Zeit des Ersten Kreuzzugs 1096 und des Zweiten Kreuzzugs 1146 beschädigt. Es lag im Bereich des angebauten Talmud-Lehrhauses, also westlich des heutigen Gebäudes. Der Verlauf der Westwand der heutigen Männersynagoge und der der Ostwand der ersten Synagoge sind über einen Teilbereich identisch. Hier dürften sich im Fundamentbereich die ältesten Teile des Gebäudes befinden.

### Zweiter Synagogenbau

#### 12. bis 20. Jahrhundert

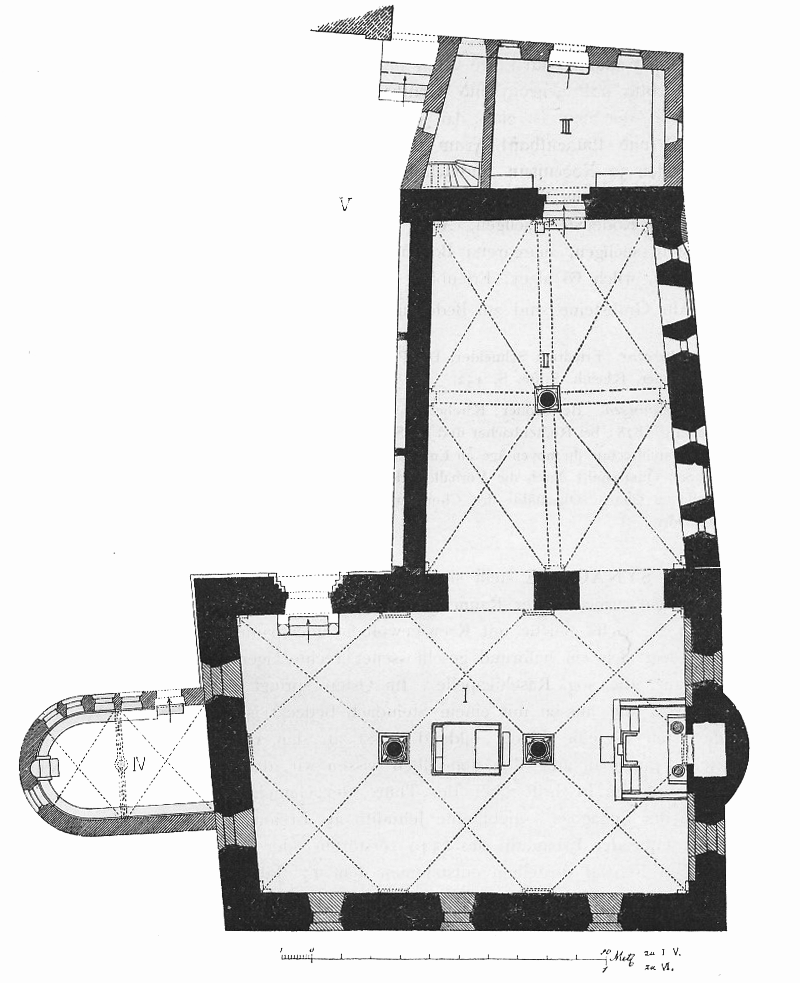
Oben: Vorraum
Mitte: Frauensynagoge
Unten: Männersynagoge
Anbau links: „Raschi-Lehrhaus“

Ein Neubau der Synagoge erfolgte 1174/75. im romanischen Stil der Wormser Dombauhütte (Die Annahme von Kultur und Kunstformen aus der die Juden umgebenden Mehrheitsgesellschaft war üblich.). Dieser Bauteil ist die Männersynagoge und war im Mittelalter den männlichen Gemeindemitgliedern vorbehalten. Sie war mit Rundfenstern ausgestattet, die erst nach 1355 durch die heutigen gotischen Fenster ersetzt wurden (s. u.). Sie ist zweischiffig gewölbt, mit zwei hohen, mit reich verzierten Kapitellen geschmückten Säulen und vier Eckkonsolen, die schon im Mittelalter ein sechsjochiges Gewölbe trugen. Sie ist damit der älteste nachweisbare Bau dieses Typs, der im Mittelalter zum Standard in ganz Europa wurde. Die Bima, das Lesepult, auf dem die Thora während der Gottesdienste liegt, befindet sich zwischen den beiden Säulen. Synagogen dieses Typs mit zwei Säulen entstanden u. a. in Regensburg, Wien, Prag oder Krakau.
Die jüdische Gemeinde Worms errichtete 1212/13 die erste bekannte und überlieferte Frauensynagoge (Frauenschul). Sie war durch eine Mauer mit einer Tür und fünf Hörschlitzen vom Männerbau getrennt, in die 1841/42 zwei Arkaden gebrochen wurden. Nach diesem Wormser Vorbild entstanden weitere Frauensynagogen – beispielsweise jene in Speyer –, wenngleich in anderem Baustil. Die frühen Frauensynagogen von Worms und Speyer sind zugleich die größten ihrer Art im mittelalterlichen Aschkenas.
1185/86 wurde südwestlich der Synagoge die unterirdische Mikwe (das Ritualbad) angelegt.
Während der Judenverfolgungen zur Zeit des Schwarzen Todes 1349 wurde die Synagoge erneut stark beschädigt, die Deckengewölbe zerstört und die Wände teilweise abgebrochen. Beim Wiederaufbau nach 1355 wurden gotische Formen für die Fenster und das Deckengewölbe gewählt.
Bei dem Pogrom von 1615 wurde die Talmud-Schule zerstört und die Deckengewölbe und Wände der Synagoge erneut schwer beschädigt. 1616–1620 erfolgte daraufhin der letzte Ausbau der Synagoge. Zu den Ereignissen findet sich ein Bericht in der Geschichtensammlung von Juspa Schammes, Ma'asseh nissim.
Nördlich der Frauensynagoge wurde ein Vorbau errichtet. 1623/24 entstand das so genannte Raschi-Lehrhaus als Jeschiwa, gestiftet von David Oppenheim. Das Gebäude wurde an die Westwand der Männersynagoge angebaut. Es kann nicht vom Inneren der Synagoge aus betreten werden, sondern hat einen eigenen Eingang. Die Bezeichnung als „Raschi-Jeschiwa“, zeugt von seiner hohen Bedeutung. Bis heute ist es ein geradezu ikonografischer Bau im jüdischen Gedächtnis, wovon u. a. ein (etwas verkleinerter) Nachbau im Museum of the Jewish People (Beit Hatefutsot) in Tel Aviv zeugt.
Erneut schwere Schäden verursachte der von französischem Militär gelegte Stadtbrand von 1689 im Pfälzischen Erbfolgekrieg. Die Gebäude konnten erst um 1700 wiederhergestellt werden, die Innenausstattung wurde im Stil des Barock erneuert.
Seit der Mitte des 19. Jahrhunderts neigte die Mehrheit der jüdischen Gemeinde in Worms der liberalen Richtung zu. Deshalb wurde 1842 die Trennwand zwischen Männer- und Frauensynagoge abgebrochen. Sie hatte fünf kleine Fenster und eine Tür als Verbindung zwischen beiden Gebäudeteilen gehabt. Sie wurde durch die beiden Spitzbögen ersetzt, die heute dem Durchgang dienen und neugotisch sind. Am 5. Juni 1863 besuchte erstmals das Staatsoberhaupt, Großherzog Ludwig III., die Synagoge. 1868 wurde eine Orgel in der Synagoge eingebaut. Schon zuvor hatte der Gemeindeteil mit orthodoxen Überzeugungen, finanziert durch den Getreidehändler Leopold Levy, nördlich des Synagogenplatzes die Levy’sche Synagoge errichtete, die 1875 geweiht wurde. Nach dem Willen des Stifters blieb sie aber im Eigentum der Wormser Gemeinde, um eine Zersplitterung in kleinere Gruppen zu verhindern.

#### Zerstörung unter den Nationalsozialisten

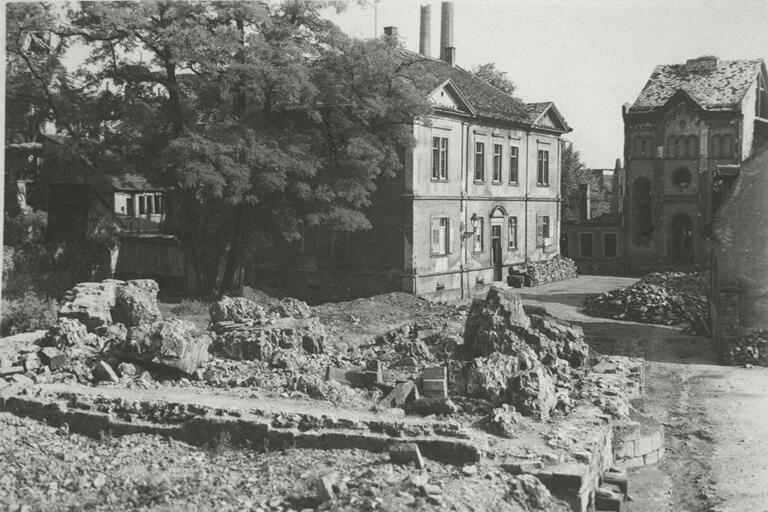
Zerstörte Synagoge (Vordergrund), 1945

Während des Novemberpogroms 1938 wurde die Wormser Synagoge in Brand gesteckt und brannte in der Nacht vom 9. auf den 10. November 1938 vollständig aus. Die noch erhaltenen Mauern wurden im Anschluss durch Öldruckpressen zum Einsturz gebracht, eine Maßnahme, die sich bis Ende 1940 oder Anfang 1941 hinzog. Anschließend standen nur noch wenige Mauerreste in geringer Höhe. Zwischen 1938 und 1945 wurden aus den Ruinen von Friedrich Maria Illert einzelne Bauteile geborgen, unter ihnen die Kopie der Stifterinschrift und beim späteren Aufbau wiederverwendet. Insgesamt sind 39 Bauinschriften von dem Gebäude bekannt.

#### Baugeschichte
Erste Überlegungen zu einem Wiederaufbau gab es bereits 1947. 1949 wurde das Nordportal der Männersynagoge aus dem geborgenen Material wieder errichtet. Im Übrigen war die Anlage in dieser Zeit mit einer Backsteinmauer eingegrenzt. Das weitere Vorgehen war nicht ganz unumstritten, auch weil die Jüdische Gemeinde in Worms in der Schoah ausgelöscht worden war und eine stetige religiöse Nutzung durch eine Gemeinde für die Zukunft ausgeschlossen schien. Treibende Kräfte hinter dem Wiederaufbau waren Isidor Kiefer und Friedrich Maria Illert.
Der Wiederaufbau begann 1956/57 mit zwei archäologischen Voruntersuchungen. Dem folgte bis Ende 1957 die Enttrümmerung. Danach wurden die Wände wieder aufgemauert. Der Wiederaufbau erfolgte weitgehend in den Formen einer Rekonstruktion mit – soweit noch vorhanden – erhaltenen Teilen des Gebäudes. Nicht rekonstruiert, sondern neu ist das Walmdach. Nicht wieder eingebaut wurde die Orgelempore aus dem 19. Jahrhundert. Auch unterband der damalige Mainzer Rabbiner senkrechte Sprossen in den Fenstern, damit die Sprossen sich nicht kreuzten, also kein christliches Symbol entstand, und das Wiederanbringen der Mesusa am Hauptportal. Dies ist zwar bei einer Synagoge völlig ungewöhnlich, war aber ein besonderer Brauch der Wormser Gemeinde. Am 3. Dezember 1961 wurde die Synagoge in Anwesenheit von Bundesminister Heinrich von Brentano erneut ihrer Bestimmung übergeben.

#### Gegenwart
Nach dem Ende der nationalsozialistischen Herrschaft gehören die Liegenschaften der ehemaligen Jüdischen Gemeinde Worms heute der Jüdischen Gemeinde Mainz, der räumlich nächstgelegenen jüdischen Gemeinde, die sich wieder konstituierte. Von 1962 bis in die 1990er Jahre wurde die Synagoge in Worms, weil eine jüdische Gemeinde vor Ort fehlte, nur sporadisch für religiöse Anlässe genutzt. Erst mit dem Zuzug jüdischer Kontingentflüchtlinge aus den GUS-Staaten zog wieder eine nennenswerte Zahl von Menschen jüdischen Glaubens in den unmittelbaren Einzugsbereich von Worms.
In der Nacht zum 17. Mai 2010 wurde ein Brandanschlag auf die Synagoge verübt. Die an mehreren Stellen gelegten Feuer konnten jedoch von der Feuerwehr schnell gelöscht werden.

## Baubeschreibung

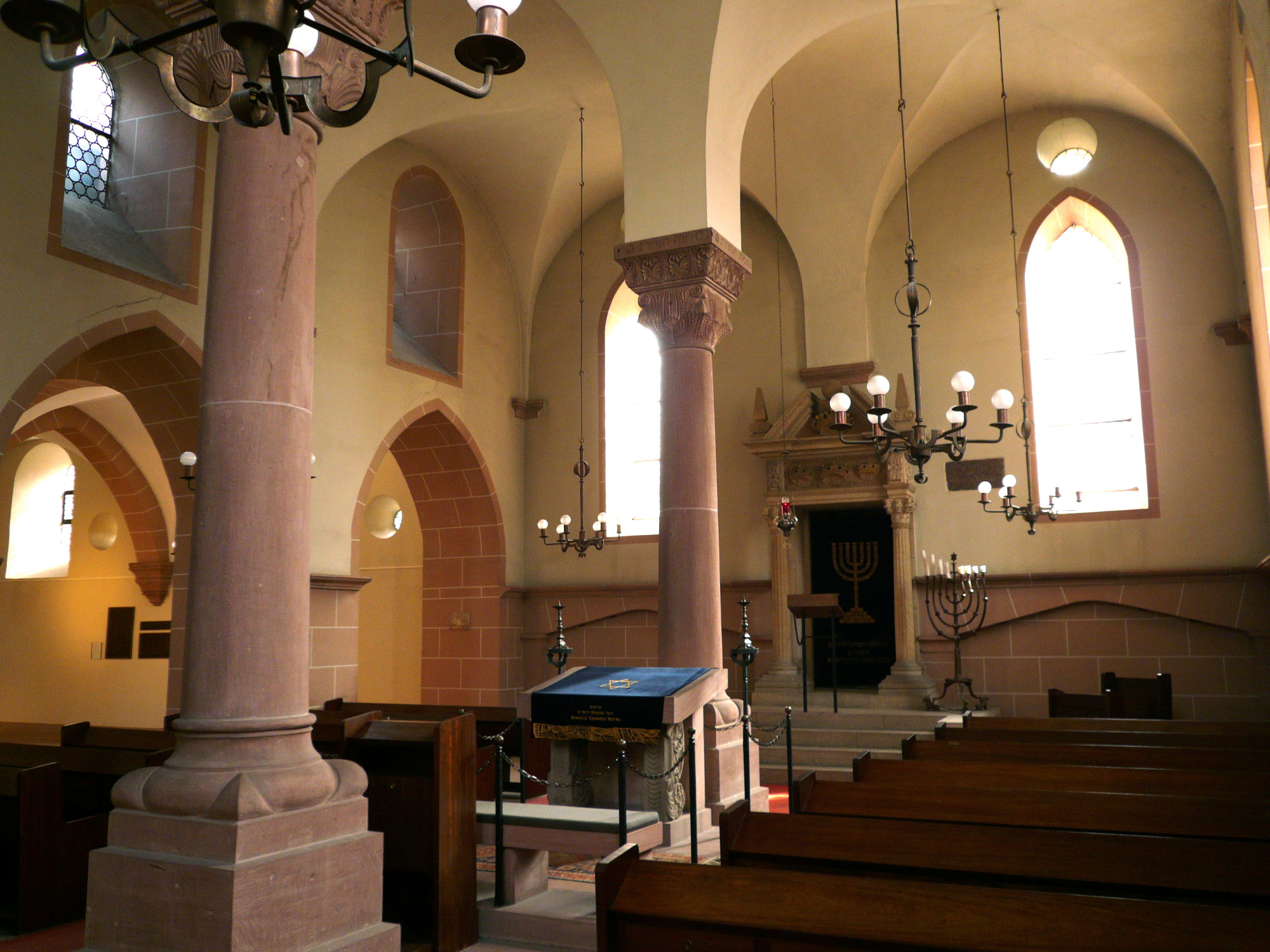
Synagoge Worms – Blick durch die Männersynagoge mit Bima, Toraschrein und Ner Tamid, links hinter den Spitzbögen die Frauensynagoge

### Männersynagoge
Die Männersynagoge ist ein zweischiffiger, dreijochiger, rechteckiger Saal, der nach Osten ausgerichtet ist und von zwei romanischen Säulen getragen wird. In dessen Mitte befindet sich zwischen den Säulen die moderne Bima, an der Ostwand der Toraschrein, der in Teilen der Renaissance zuzurechnen ist, aber 1704/05 barock überarbeitet wurde. Der Haupteingang zur Synagoge liegt in der Nordwestecke des Raums. Die Türgewände sind wie die nur in Kopien erhaltenen Säulenkapitelle in romanischen Formen gehalten und wurden wahrscheinlich von Steinmetzen der Wormser Dombauhütte gearbeitet. Das Portal wurde nach 1938 geborgen und in die Rekonstruktion wieder eingebaut. Auf drei Seiten der Männersynagoge befinden sich hohe gotische Fenster, die während des Wiederaufbaus von 1355 die Oculi des ursprünglichen Baus ersetzten.
In ihrer Zweischiffigkeit war die Wormser Synagoge stilbildend: Sowohl die Regensburger Synagoge von 1227 als auch die Prager Altneu-Synagoge aus der zweiten Hälfte des 13. Jahrhunderts griffen diese Form auf. Die Männersynagoge wird heute für den Gottesdienst genutzt.

### Frauensynagoge
Die auf zwei Dritteln der Nordseite 1216 rechtwinklig angebaute Frauensynagoge ist eine Stiftung von Me’ir bar Yo’el ha-Kohen und seiner Frau Jehudit. Der Anbau ist deutlich niedriger als die Männersynagoge. Der rechteckige Saal wird von einer zentralen Säule getragen und gilt als frühestes Beispiel einer einstützigen Halle. Die Säule selbst wurde nach der Zerstörung von 1615 ersetzt. Die Frauensynagoge war ursprünglich durch eine Wand von der Männersynagoge getrennt, beide Räume nur durch Sehschlitze und eine Tür verbunden. 1842 wurde die Trennwand durch zwei Spitzbögen ersetzt, die seitdem einen Durchgang zwischen Frauen- und Männersynagoge herstellen. In der Frauensynagoge befinden sich Gedenktafeln für die im Holocaust ermordeten Mitglieder der jüdischen Gemeinde zu Worms. An der Außenmauer der Frauensynagoge befindet sich eine flache Nische. Juspa Schammes berichtet dazu in seiner Geschichtensammlung Ma'asseh nissim aus dem 16. Jahrhundert, dass ein Fuhrmann versucht habe, die Mutter von Juda ben Samuel (1140/50–1217), als sie  mit ihm schwanger war, in der Hinteren Judengasse, einer schmalen Gasse an der Ostseite der Wormser Synagoge, mit seinem Fuhrwerk zu überfahren. Sie sei nur gerettet worden, weil die Synagogenmauer, an die sie sich drückte, nach innen ausgewichen sei. Die Delle in der Mauer ist noch heute zu sehen.

### Raschi-Jeschiwa
Die 1623/24 als westlicher Anbau an die Synagoge angefügte Jeschiwa diente zunächst dem Lehrbetrieb der Talmud-Schule. Der Anbau besteht aus einem rechteckigen Raum mit einem halbkreisförmigen Abschluss in dessen Innern eine steinerne Sitzbank umläuft. Zwei Gratgewölbe wölben den Raum ein. Der Eingang befindet sich im Norden, sein Portal ist im Stil der Renaissance verziert. Als der Lehrbetrieb im 18. Jahrhundert aufgegeben wurde, verfiel das Gebäude. 1854/55 wurde es saniert, 1938 brannte es aus und wurde 1942 gesprengt. Mit den übrigen Gebäudeteilen wurde es rekonstruiert und wird häufig auch als „Raschi-Kapelle“ bezeichnet.

### Umgebung
Südlich der Synagoge lag der Synagogengarten. Hier befindet sich der Eingang zur Mikwe, hier wurde und wird die Laubhütte der Gemeinde zum Laubhüttenfest aufgestellt und hier fanden auch Hochzeiten nach dem jüdischen Ritual unter einem Baldachin statt. Eine Pforte führt von der Synagoge in den Garten hinaus.
Nordwestlich im Winkel von Männer- und Frauensynagoge befindet sich der Synagogenhof, ehemals ein Versammlungsplatz für die Gemeinde, auf den sich das Hauptportal der Männersynagoge hin öffnet.

## Denkmalschutz
Die Synagoge Worms wurde bereits 1887 in das Sammelwerk Die Kunstdenkmäler im Großherzogtum Hessen aufgenommen und war damit – „(i)nfolge der Hochschätzung der Mittelalters“ – einer der ersten jüdischen Sakralbauten, der unter Denkmalschutz gestellt wurde.
Auch heute steht die Synagoge Worms unter Denkmalschutz. Sie ist ein Kulturdenkmal aufgrund des Rheinland-Pfälzischen Denkmalschutzgesetzes.
Kommunalpolitiker und das Land Rheinland-Pfalz bereiteten seit 2004 eine Bewerbung der SchUM-Städte Speyer, Worms und Mainz als UNESCO-Weltkulturerbe vor. Der Heilige Sand war Teil dieses Antrags. Am 27. Juli 2021 gab die UNESCO dem Antrag statt, seitdem gehört Synagoge zusammen mit dem Heiligen Sand, dem Jüdischen Friedhof in Mainz und dem Judenhof in Speyer zum Weltkulturerbe.